# Leroy Sané
Leroy Aziz Sané (født 11. januar 1996) er en tysk professionel fodboldspiller, som spiller for den tyrkiske klub Galatasaray og Tysklands landshold.

## Klubkarriere

### Schalke 04
Sané begyndte sin karriere hos Schalke 04, og fik sin førsteholdsdebut den 20. april 2014 i en Bundesliga-kamp imod VfB Stuttgart. Hans gennembrud kom i 2015-16 sæsonen, hvor han blev etableret som en fast mand på holdet.

### Manchester City
Sané skiftede i august 2016 til Manchester City. Efter at have spillet som rotationsspiller i hans debutsæson, så havde han sit gennembrud i 2017-18 sæsonen. Han scorede 10 mål og lavede 15 assists i sæsonen, og blev som resultat kåret som PFA Young Player of the Year.
I optakten til 2019-20 sæsonen var der stor interesse fra Bayern München for Sané, med en knæskade betød at han missede hele sæsonen i stedet. I juni 2020 annoncerede Citys træner Pep Guardiola, at Sané ville forlade klubben.

### Bayern München
Sané skiftede i juli 2020 til Bayern München. Han scorede på sin debut, hvilke var en 8-0 sejr over hans tidligere klub Schalke.

## Landsholdskarriere

### Ungdomslandshold
Sané har repræsenteret Tyskland på flere ungdomsniveauer.

### Seniorlandshold
Sané debuterede for Tysklands landshold den 13. november 2015.

## Privat
Leroy Sané er søn af den tyske rytmisk sportsgymnast Regina Weber, som vandt bronze ved Sommer-OL 1984, og den senegalesiske fodboldspiller Souleymane Sané. Han er opkaldt efter den franske fodboldtræner Claude Le Roy, som hans far havde spillet under.

## Titler
Manchester City
- Premier League: 2 (2017-18, 2018-19)
- FA Cup: 1 (2018-19)
- EFL Cup: 3 (2017-18, 2018-19, 2019-20)
- FA Community Shield: 2 (2018, 2019)

Bayern München
- Bundesliga: 3 (2020-21, 2021-22, 2022-23)
- DFL-Supercup: 2 (2021, 2022)
- UEFA Super Cup: 1 (2020)
- FIFA Club World Cup: 2020

Individuelle
- PFA Young Player of the Year: 1 (2017-18)